# يوميكو أوياجي
يوميكو أوياجي (باليابانية: 青柳祐美子؛ بالكانا: あおやぎ ゆみこ) هي كاتبة سيناريو يابانية، ولدت في 1970 في يوكوهاما في اليابان.

## وصلات خارجية
- يوميكو أوياجي على موقع IMDb (الإنجليزية)